# Біллі Крістал
Вільям «Біллі» Едвард Крістал (англ. William «Billy» Edward Crystal; нар. 14 березня 1948, Нью-Йорк) — американський комік, актор, режисер і продюсер, а також письменник і телеведучий. Здобув популярність у 1970-ті роки завдяки телебаченню. Потім, в 1980-ті і 1990-ті роки, зіграв ролі у багатьох успішних фільмах.

## Біографія
Біллі Крістал народився і виріс в Нью-Йорку, в єврейській родині. Закінчив Нью-Йоркський університет. У 1970-ті роки знімався в комедійному телесеріалі «Мило», пародії на мильні опери. У кіно вперше потрапив в 1978 році, зігравши роль вагітного чоловіка. Однак по-справжньому успішною його кінокар'єра стала тільки наприкінці 1980-х років, коли він знявся в комедіях «Скинь маму з поїзда» і «Міські піжони», а також у мелодрамі «Коли Гаррі зустрів Саллі» і фільмах «Аналізуй це» і «Аналізуй те».
Неодноразово був ведучим церемонії вручення нагород американської кіноакадемії «Оскар» (1990, 1991, 1992, 1993, 1997, 1998, 2000, 2004, 2012).
Отримав численні нагороди за свою роботу, включаючи шість нагород Прайм-тайм премії «Еммі».
Тричі (за ролі у фільмах «Коли Гаррі зустрів Саллі», «Міські піжони» та «Містер суботній вечір») був номінований на премію «Золотий глобус» за найкращу чоловічу роль — комедія або мюзикл.
1992 року за роль Мітча Роббінса у фільмі «Міські піжони» отримав кінопремію MTV Movie Award за найкраще комедійне виконання.
2005 року за автобіографію 700 Sundays отримав премію «Тоні» за найкращу спеціальну театральну подію.

## Особисте життя
- 1970 Дружина Дженіс Крістал
  - Дочка Дженніфер Крістал Фолі (1973 р. н.)
  - Дочка Ліндсей (1977 р. н.)

## Фільмографія
| Рік  |    | Українська назва                          | Оригінальна назва                            | Роль                                                       |
| ---- | -- | ----------------------------------------- | -------------------------------------------- | ---------------------------------------------------------- |
| 1978 | тф | Людські почуття                           | Human Feelings                               | Майлз Гордон                                               |
| 1987 | ф  | Скинь маму з поїзда                       | Throw Momma from the Train                   | Ларрі Доннер                                               |
| 1989 | ф  | Коли Гаррі зустрів Саллі                  | When Harry Met Sally…                        | Гаррі Бернс                                                |
| 1991 | ф  | Міські піжони                             | City Slickers                                | Мітч Роббінс                                               |
| 1992 | ф  | Містер суботній вечір                     | Mr. Saturday Night                           | Бадді Янг-молодший                                         |
| 1994 | ф  | Міські піжони 2: Легенда про золото Керлі | City Slickers II: The Legend of Curly's Gold | Мітч Роббінс                                               |
| 1996 | ф  | Гамлет                                    | Hamlet                                       | 1-й могильник                                              |
| 1997 | ф  | День батька                               | Fathers' Day                                 | Джек Ловренс                                               |
| 1997 | ф  | Розбираючи Гаррі                          | Deconstructing Harry                         | Ларрі                                                      |
| 1997 | с  | Друзі                                     | Friends                                      | Тім, епізод: "The One with the Ultimate Fighting Champion" |
| 1999 | ф  | Аналізуй це                               | Analyze this                                 | Доктор Бен Собель                                          |
| 2001 | ф  | Улюбленці Америки                         | America's Sweethearts                        | Лі Філіпс                                                  |
| 2001 | мф | Корпорація монстрів                       | Monsters, Inc.                               | Майк Вазовський (голос)                                    |
| 2002 | ф  | Аналізуй те                               | Analyze That                                 | Доктор Бен Собель                                          |
| 2004 | мф | Мандрівний замок                          | Howl's Moving Castle                         | Вогняний демон Кальцифер (голос)                           |
| 2006 | мф | Тачки                                     | Cars                                         | машина Майка Вазовського (голос)                           |
| 2010 | ф  | Зубна фея                                 | Tooth Fairy                                  | Джеррі                                                     |
| 2010 | ф  | Я все ще тут                              | I'm Still Here                               | у ролі самого себе                                         |
| 2012 | ф  | Безвихідна ситуація                       | Small Apartments                             | Берт Валнут                                                |
| 2012 | ф  | Обережно! Предки в хаті                   | Parental Guidance                            | Арті Декер                                                 |
| 2013 | ф  | Університет монстрів                      | Monsters University                          | Майк Вазовський (голос)                                    |